# Dobra
|  | Per a altres significats, vegeu «Dobra (Polònia)». |

La dobra (mot portuguès que significa dobla, una antiga moneda) és la unitat monetària de São Tomé i Príncipe. El codi ISO 4217 és STD i l'abreviació és Db. Se subdivideix en 100 cèntims (cêntimos), si bé la fracció ja no s'utilitza a causa de l'escàs valor de la moneda.
Es va introduir el 1977 en substitució de l'escut de São Tomé i Príncipe amb el mateix valor que aquest.
Emesa pel Banc Central de São Tomé i Príncipe (Banco Central de São Tomé e Príncipe), en circulen bitllets de 100.000, 50.000, 20.000, 10.000 i 5.000 dobras, i monedes de 2.000, 1.000, 500, 250 i 100 dobras; les monedes de 50, 20, 10, 5, 2 i 1 dobras i de 50 cèntims s'han retirat de la circulació.
A mitjan 2009, la dobra era la tercera unitat monetària de valor més baix del món, després del xíling somali i el dong vietnamita.

## Taxes de canvi
- 1 EUR = 24.479,36 STD (26 de gener del 2021)
- 1 USD = 20.165,39 STD (26 de gener del 2021)